# 梁永恩
梁永恩（英語：Jeff Leung Wing-yan，1967年11月14日—），香港前公務員，曾擔任香港駐三藩市經濟貿易辦事處處長，官至首長級乙級政務官。他於香港理工學院畢業後負笈英国，並在肯特大学取得工商管理碩士學位。及後，他在1993年9月加入香港政府任職政務主任，並被派至多個決策科局擔任不同職務。他在2009年8月1日獲港府安排接替張美珠出任香港駐三藩市經濟貿易辦事處處長，駐外至2013年3月底由周舜宜接任後返港。在升任首長級乙級政務官後，他在2017年6月30日獲委任為官守太平紳士。在2022年的2019冠狀病毒病香港疫情期間，梁於勞工處副處長（職業安全及健康）任內因感染Omicron變異株病毒而成為港府首名高級官員確診2019冠状病毒病。在孫玉菡於2022年7月1日獲委任為勞工及福利局局長後，梁署任勞工處處長一職至陳穎韶於2022年9月26日接任。最終，他在2022年10月卸任副處長，並以55歲之齡退休離任公務員。